# Nullification
Dans l'histoire constitutionnelle des États-Unis, la nullification est une théorie juridique selon laquelle un État a le droit de nullifier, c'est-à-dire invalider, toute loi fédérale qu'il considère comme inconstitutionnelle.
Cette théorie n'a jamais été validée juridiquement par les juridictions fédérales. Elle se fonde sur une conception selon laquelle les États américains ont formé l'Union que constituent les États-Unis par un pacte (« compact ») entre les États, et qu'en tant que créateurs du gouvernement fédéral, les États disposent de l’autorité finale pour déterminer les limites du pouvoir de ce gouvernement. Ils peuvent par conséquent rejeter, ou nullifier, les lois fédérales dont ils estiment qu'elles dépassent les pouvoirs constitutionnels de ce gouvernement fédéral. L'idée voisine d'interposition est une théorie selon laquelle un État a le droit et le devoir de s'interposer quand le gouvernement fédéral promulgue des lois que l’État estime être inconstitutionnelles. Thomas Jefferson et James Madison ont émis ces deux théories dans les Résolutions du Kentucky et de la Virginie en 1798.
Les juridictions de niveaux fédéré et fédéral, dont la Cour suprême américaine, ont rejetées à maintes reprises la théorie de la nullification. Elles ont décidé qu'en vertu de la clause de suprématie de la Constitution, la loi fédérale est supérieure aux lois des États fédérés, et qu'en application de l'article III de la Constitution, les institutions judiciaires fédérales disposent du pouvoir ultime d'interprétation de la Constitution.
Entre 1798 et le début de la guerre de Sécession en 1861, plusieurs États ont menacés ou tentés de nullifier diverses lois fédérales. L'épisode le plus connu est la crise de la nullification, qui a duré de 1832 à 1833.
La Cour suprême a repoussée les tentatives de nullification dans une série de décisions du XIXe siècle, notamment Ableman v. Booth, qui ont rejetées la tentative du Wisconsin de nullifier le Fugitive Slave Act (loi sur les esclaves fugitifs). La guerre de Sécession a mis fin à la plupart de ces tentatives. Dans les années 1950, les États du Sud ont tentés d'utiliser la nullification et l'interposition pour faire obstacle à la déségrégation de leurs écoles. Ces tentatives se sont soldées par un échec lorsque la Cour Suprême a une nouvelle fois rejetée la nullification, de façon explicite, dans la décision Cooper v. Aaron.

## La Constitution et la théorie de la nullification
La Constitution des États-Unis ne contient aucune clause disposant explicitement que les États ont le pouvoir de déclarer la loi fédérale inconstitutionnelle.
Les partisans de la nullification ont argué que le pouvoir de nullification des États est inhérent à la nature du système fédéral. Ils ont fait valoir le fait qu'avant que la Constitution soit ratifiée, les États étaient essentiellement des nations séparées. Selon cette théorie, la Constitution est un contrat entre les États, par lequel ils ont délégué certains pouvoirs au gouvernement fédéral, tout en se réservant la totalité des autres pouvoirs. Les États, en tant que parties à cet accord, ont conservé leur droit inhérent de juger du respect de ce pacte. Selon les défenseurs de la nullification, si les États estiment que le gouvernement fédéral a outrepassé les pouvoirs qui lui sont délégués, ils peuvent déclarer les lois fédérales inconstitutionnelles. Les adeptes de ladite théorie avancent que le pouvoir de déclarer les lois fédérales inconstitutionnelles est non seulement inhérent au concept de souveraineté étatique, mais fait aussi partie des pouvoirs réservés aux États par le dixième amendement.
Cette vision de la Constitution a été rejetée par les juridictions fédérales, qui ont continuellement affirmé qu'en vertu de la Constitution, les États n'ont pas le pouvoir de nullifier les lois fédérales. Les tribunaux ont rejeté la théorie du pacte, jugeant que la Constitution ne constituait pas un pacte entre les États, mais a au contraire été mise en place directement par le peuple, comme exprimé dans le préambule : « Nous le peuple des États-Unis… » Le peuple a rendu l’État fédéral supérieur aux États fédérés sous certains aspects. Selon la clause de suprématie de l'article VI, la Constitution et les lois fédérales adoptées en conformité avec cette dernière sont « la loi suprême du pays... nonobstant toute disposition contraire dans la Constitution ou la loi de tout État. » Les tribunaux ont affirmé que les lois fédérales sont en conséquence supérieures aux lois des États et ne peuvent pas être réfutées par ces derniers. Ces lois sont valides et s'appliquent dès lors qu'elles ont été adoptées en application – donc en conformité – avec la Constitution. Déterminer si une loi est compatible ou non avec la Constitution nécessite d'interpréter la loi, ce qui est par essence une fonction juridictionnelle. Le pouvoir judiciaire fédéral reconnu par l'article III de la Constitution donne autorité aux cours fédérales sur « tous les litiges relevant de la Constitution [ou] des lois des États-Unis ». Les tribunaux fédéraux ont donc reçu le pouvoir de déterminer si les lois fédérales sont en accord avec la Constitution, la Cour Suprême disposant alors du pouvoir final de décision.
La jurisprudence fédérale considère donc que les États fédérés n'ont pas le pouvoir de nullifier la loi fédérale.
Mais le concept de "nullification" a toujours posé problème parce que sa limite est évidente, sinon logique ; ce au sens où l'État qui s'est fédéré - comme tout sujet adhérent à un pacte - a nécessairement abdiqué partie de ses droits. Le distinguo État/individu n'étant ici pas déterminant puisque c'est toujours l'État qui a intégré l'Union & non son citoyen...
C'est donc la force obligatoire de l'engagement qui légitime que le sujet ou l'État partie se soit aliéné, perdant ainsi volontairement des prérogatives dont il ne se serait pas départi sans son adhésion. 
Ce qui contrarie la "nullification", qui n'est qu'un expédient, est donc des plus classique au sens de Hobbes ou Rousseau. Il n'est donc de contrainte ou servitude que volontaire ; mais lorsqu'elle est consentie - parce qu'elle l'est librement - elle oblige nécessairement.
Par ailleurs, ledit concept de "nullification" pouvait juridiquement d'autant moins prospérer qu'il n'était excipé que pour faire le jeu des intérêts du Sud, autrement dit les états esclavagistes. 
Le hiatus devient alors très net entre soutenir i) qu'un état n'aurait pas perdu ses droits en se fédérant alors que ii) les Hommes qu'il tient en esclavage pourraient l'être valablement, sinon légalement... 
La nullification est à ce point aberrante que l'état s'est volontairement associé à l'Union ; l'esclave - lui - n'a jamais voulu se soumettre à son maître !
Pour autant, la jurisprudence de la Cour suprême n'a jamais affirmé l'inanité d'une telle conception avec la sévérité des termes, qu'à notre sens, une telle pensée abstruse méritait.

## Les résolutions du Kentucky et de la Virginie
Les théories de nullification et d'interposition ont été affirmées pour la première fois dans les Résolutions du Kentucky et de la Virginie de 1798, dont l'objet était de protester contre les lois sur les étrangers et la sédition (Alien and Sedition Acts). Dans ces résolutions, les auteurs Thomas Jefferson et James Madison ont avancé que « les États » disposent d'un droit d'interpréter la Constitution et peuvent déclarer les lois fédérales inconstitutionnelles quand le gouvernement outrepasse les pouvoirs qui lui sont délégués. Ces résolutions sont considérées comme les textes fondateurs des théories de nullification et d'interposition.
Les résolutions du Kentucky de 1798, écrites par Jefferson, affirment que les États ont mis en place la Constitution comme un pacte (compact), déléguant certains pouvoirs spécifiés à l'État fédéral et de réservant pour eux-mêmes tous les autres pouvoirs. Tout État, en tant que partie au pacte, dispose d'un « droit de juger pour lui-même » de l'étendue des compétences des autorités fédérales. Lorsque les normes édictées au niveau de l'État fédéral sortent du cadre des compétences qui lui sont déléguées, un État peut décider qu'elles sont « dépourvues d'autorité, nulles et non applicables ». Les résolutions de 1798 appelaient les autres États à rejoindre le Kentucky, « en déclarant ces actes nuls et non applicables » et en « demandant leur abrogation à la prochaine session du Congrès ».
Les résolutions du Kentucky de 1799 ont ajouté l'affirmation que lorsqu'une loi fédérale est inconstitutionnelle, le remède consiste en la « nullification » de cette loi par « les différents États ». Les résolutions de 1799 n'ont pas affirmé que le Kentucky refuserait unilatéralement d’appliquer ou ferait obstacle à l'application de la loi sur les étrangers et la sédition. Au contraire, ces résolutions ont indiqué que le Kentucky « se plierait aux lois de l'Union » mais continuerait à « s'opposer d'une manière constitutionnelle » à cette loi. Ces résolutions ont par ailleurs indiqué que le Kentucky entrait en « protestation solennelle » contre ces lois. L'auteur des résolutions de 1799 n'est pas connu avec certitude.
Les résolutions de la Virginie de 1798, écrites par Madison, ne mentionnent pas la nullification. Elles ont par contre introduit l'idée d'« interposition ». Ces résolutions contiennent l'affirmation que lorsque l’État fédéral s'engage dans « un exercice délibéré, manifeste et dangereux » de pouvoirs qui ne lui sont pas confiés par la Constitution, les États, en tant que partie à cette dernière, ont le droit et le devoir de s'interposer pour enrayer la progression du mal, et pour maintenir, dans leurs limites respectives, l'autorité, les droits et les libertés qui leur appartiennent. » Les résolutions de la Virginie n'ont pas expliqué quelle forme cette « interposition » pourrait prendre. Elles ont appelé à l'adhésion et à la coopération des autres États concernant l'opposition à la loi sur les étrangers et la sédition.
Ces résolutions ont été rejetées par dix États. Sept d'entre eux ont transmis de façon formelle leur rejet au Kentucky et à la Virginie, et les trois autres ont adopté des résolutions exprimant leur désapprobation. Au moins six États ont répondu aux résolutions en exprimant l'avis que la constitutionnalité des actes du Congrès est une question qui relève des juridictions fédérales, et non des assemblées législatives des États. Par exemple, la résolution du Vermont énonce : « L'Assemblée Générale de l'État du Vermont désapprouve fortement les résolutions de l'Assemblée Générale de Virginie, en tant qu'elles sont inconstitutionnelles dans leur nature, dangereuses dans leur tendance. Il n'appartient aux assemblées législatives des États de décider de la constitutionnalité des lois faites par le gouvernement général ; ce pouvoir étant détenu exclusivement par les cours judiciaires de l'Union. »
La Virginie a répondu aux critiques des autres États en publiant le Rapport de 1800, écrit par Madison. Ce rapport réaffirme et défend les résolutions de la Virginie. Il énonce aussi qu'un déclaration d'inconstitutionnalité faite par un État serait seulement l'expression d'une opinion destinée à inciter au débat, et n'aurait pas l'autorité d'une décision provenant d'une juridiction fédérale. Durant la crise de la nullification des années 1830, Madison a dénoncé comme inconstitutionnel le concept de nullification de la loi fédérale par un État. Madison a écrit : « Mais il suit que la nullification d'une lois des États-Unis, comme on le prétend maintenant, appartiendrait légitimement a un État unique, car il est l'une des parties à la Constitution ; sans que cet État ne cesse d'affirmer son obéissance à la Constitution. On ne peut imaginer de plus évidente contradiction dans les termes, ou de gouffre plus fatal vers l'anarchie. »

## Les tentatives de nullification auXIXesiècle

### L'affaire Peters
La Cour Suprême a eu à connaître de la nullification pour la première fois dans l'affaire United States v. Peters, 9 U.S (5 Cranch) 115 (1809). La Cour rejeta l'idée de nullification. L'assemblée législative de Pennsylvanie avait adopté une loi visant à nullifier une décision d'une juridiction fédérale. Cette loi énonçait que la juridiction fédérale en question avait agi inconstitutionnellement car elle n'était pas compétente, et que sa décision était « nulle et non avenue ». La Cour Suprême a considéré que l'assemblée de Pennsylvanie n'avait pas le pouvoir de nullifier la décision de la juridiction fédérale, énonçant que « si les assemblées législatives des différents États peuvent, lorsqu'elles le souhaitent, annuler de jugements des tribunaux des États-Unis, et détruire les droits acquis par ces jugements, la Constitution devient une moquerie solennelle, et la nation se retrouve privée du moyen de faire respecter ses lois par le biais de ses propres tribunaux. »
En réponse, le Gouverneur de Pennsylvanie fit appel à la milice de son État pour faire barrage à la mise en application de la décision de la Cour Suprême. Toutefois, l’U.S. Marshall leva une petite armée, mit à exécution l'ordre de la Cour Suprême, et arrêta les meneurs de la milice. L'assemblée de Pennsylvanie adopta une résolution déclarant que l'action de la Cour Suprême était inconstitutionnelle, invoquant les droits des États, et appelant les autres États à la soutenir. Onze État répondirent en désapprouvant la tentative de nullification de la Pennsylvanie. Le Gouverneur de Pennsylvanie implora l'intervention du président James Madison, mais celui-ci affirma l'autorité de la Cour Suprême. L'assemblée de Pennsylvanie revint sur sa position et retira sa milice.

### Les protestations de la Nouvelle Angleterre contre l'autorité fédérale
Plusieurs États de la Nouvelle-Angleterre s'opposèrent à la loi sur l'embargo (Embargo Act) de 1807, qui limitait le commerce avec l’étranger. L'assemblée du Massachusetts adopta une résolution affirmant que l’embargo « est, selon l'opinion de l'assemblée, injuste, opprimant et inconstitutionnel sous de nombreux aspects, et ne lie pas juridiquement les citoyens de cet État. » La résolution du Massachusetts ne visait pas à nullifier la loi fédérale, mais indiquait au contraire que « les juridictions sont compétentes pour décider de cette question, et c'est à elles que tout citoyen lésé doit s'adresser pour obtenir réparation ». Le Massachusetts appela le Congrès à abroger la loi, et proposa plusieurs amendements à la Constitution. Le Connecticut adopta une résolution affirmant que la loi était inconstitutionnelle et que les autorités de l'État « n'apporteraient pas leur assistance ou leur concours à la mise en application de la loi inconstitutionnelle susmentionnée. » Le Connecticut se rallia à l'appel en faveur d'amendements à la Constitution. Le Connecticut et le Massachusetts n'ont ni l'un ni l'autre tenté d'interdire l'application de la loi sur le territoire de l'État. Une cour fédérale de district (federal district court) jugea constitutionnelle la loi sur l'embargo en 1808. Le Congrès abrogea la loi sur l'embargo en 1809 car elle peinait à atteindre son objectif, qui était d'exercer une pression économique sur l’Angleterre et la France. Étant donné qu'aucun des deux États ne tenta de faire obstacle à l'application de la loi sur l'embargo, la théorie de la nullification ne fut pas éprouvée juridiquement.
La guerre de 1812 fut préjudiciable aux intérêts commerciaux de la Nouvelle-Angleterre et y fut fortement impopulaire. Les États de cette région étaient hostiles à l'idée de placer leurs milices sous contrôle fédéral et arguèrent que la Constitution ne donnait pas au gouvernement fédéral d’autorité sur les milices des États dans de telles circonstances. Il y eut des débats en Nouvelle-Angleterre concernant la perspective de conclure une paix séparée avec la Grande-Bretagne ou même de faire sécession. À la convention de Hartford de 1814, des délégués de plusieurs États de Nouvelle-Angleterre se rencontrèrent pour discuter de leur désaccord avec les politiques de gouvernement fédéral. Le rapport et les résolutions finales de cette convention énonçaient que « les actes du Congrès violant la Constitution étaient entachés de nullité absolue » et affirmaient un droit pour un État « d'interposer son autorité » pour se protéger contre les actions inconstitutionnelles du gouvernement fédéral. Ces résolutions finales ne constituaient pas une tentative visant à interdire la mise en application des actes du Congrès. Au lieu de cela, elles recommandaient aux assemblées des États de protéger leurs citoyens contre les actions inconstitutionnelles du gouvernement fédéral, appelaient le gouvernement fédéral à financer la défense de la Nouvelle-Angleterre, et proposaient une série d'amendements à la Constitution. Aucun assemblée ne donna suite en tentant de nullifier une loi fédérale. La fin de la guerre fit perdre son importance pratique à cette question.

### Opposition de la Virginie à la révision des décisions judiciaires par la Cour suprême
En 1813, la Cour suprême des États-Unis, se fondant sur les termes d'un traité fédéral, infirma une décision de la cour d'appel de Virginie. La cour d'appel de Virginie refusa d'accepter la décision de la Cour Suprême, énonçant qu'en vertu de la Constitution, la Cour Suprême n'avait pas autorité sur les juridictions des États fédérés. La cour d'appel considéra qu'au nom de la souveraineté de l'État, ses décisions étaient définitives et non susceptibles de recours devant la Cour Suprême.
La cour de Virginie jugea contraire à la Constitution la loi fédérale permettant à la Cour Suprême de revenir sur les décisions des juridictions de niveau fédéré. Cette décision aurait permis aux organes juridictionnels de chaque État de décider eux-mêmes si les actions du gouvernement fédéral étaient inconstitutionnelles, ce qui aurait eu pour effet de donner aux juridictions des États le droit de nullifier la loi fédérale. Dans Martin v. Hunter's Lessee, 14 U.S. (1 Wheat.) 304 (1816), la Cour Suprême rejeta ce point de vue. Elle considéra que l'article III de la Constitution donnait compétence aux juridictions fédérales pour connaître de toutes les affaires relevant de la Constitution ou de la loi fédérale, et que la Cour Suprême disposait de la compétence de dernier ressort concernant ces affaires. Elle énonça que le peuple, en donnant cette autorité à la Cour Suprême par le biais de la constitution, avait fait le choix de limiter la souveraineté des États. La Cour Suprême conclut par conséquent que l'autorité finale pour interpréter la Constitution revenait aux juridictions fédérales, et non aux États.
La Virginie remit en cause une nouvelle fois l'autorité de la Cour Suprême dans l'affaire Cohens v. Virginia, 19 U.S. (6 Wheat.) 264 (1821). La question qui se posait était de savoir si la Cour Suprême était compétente pour connaître d'un recours contre une décision rendue en matière pénale par une cour de niveau fédéré se fondant sur une violation de la loi de l’État fédéré, alors que l'argumentaire de la défense s'appuyait sur la loi fédérale. L'assemblée de Virginie émit des résolutions déclarant que la Cour Suprême n'était pas compétente en vertu de principes en lien avec la souveraineté étatique. La Cour Suprême statua qu'en vertu de l'article III de la Constitution, les juridictions fédérales sont compétentes pour traiter de tous les litiges relevant de la Constitution ou de la loi fédérale, y compris des affaires dans lesquelles la défense invoque des dispositions de la loi fédérale. Étant donné que dans cette affaire les prévenus avançaient que leurs actes étaient autorisés par une loi fédérale, il s'agissait bien d'un litige relatif à la loi fédérale, et la Cour Suprême était compétente pour réexaminer la décision du tribunal de l’État de Virginie. La Cour Suprême statua ainsi à nouveau que le pouvoir final d'interprétation de la loi fédérale est détenu par les juridictions fédérales et non par les États.

### L'Ohio et la Banque des États-Unis
En 1819, l'Ohio imposa une taxe à la Banque des États-Unis, qui était une banque à charte fédérale. La Cour Suprême avait déjà statué que de telles taxes étaient inconstitutionnelles dans l'arrêt McCulloch v. Maryland, 17 U.S. (4 Wheat.) 316 (1819). Malgré cette décision de la Cour Suprême, l'Ohio saisit 100 000 $ de cette banque pour satisfaire la taxe. L'assemblée de l'Ohio émit des résolutions dans lesquelles elle déclarait qu'elle n'acceptait pas le verdict rendu dans l'affaire McCulloch et refusait d'admettre que la Cour Suprême disposait du pouvoir ultime d'interprétation de la Constitution. Les résolutions de l'assemblée de l'Ohio, se fondant sur les résolutions du Kentucky et de la Virginie, affirmaient que les États « ont un droit égal d'interpréter la Constitution par eux-mêmes ». Ces résolutions déclaraient que l'Ohio avait légalement le pouvoir de taxer la banque.
Cette controverse parvint finalement jusque devant la Cour Suprême dans l'affaire Osborn v. Bank of the United States, 22 U.S. (9 Wheat.) 738 (1824). La Cour Supreme décida que la taxe imposée par l'Ohio était inconstitutionnelle. Elle énonça : « l'action de l’État de l'Ohio […] va à l'encontre d'une loi des États-Unis adoptée conformément à la Constitution. Elle est par conséquent entachée de nullité. » La Cour suprême a ainsi rejeté la tentative de l'Ohio de nullifier la loi fédérale.

### La Géorgie et les Cherokees
Dans les années 1820, la Géorgie adopta une loi rendant applicable le droit de cet État dans tous les territoires cherokees et proclamant la nullité de toutes les lois de la nation cherokee. Cela entrait en contradiction avec les traités conclus entre l’État fédéral et les Cherokees, et constituait donc en fait une nullification de ces traités. L'action de la Géorgie a été examinée par la Cour Suprême dans Worcester v. Georgia, 31 U.S. (6 Pet.) 515 (1832). Alors que l'affaire était en instance devant la Cour Suprême, l'assemblée de Géorgie adopta une résolution qui affirmait qu'en vertu du dixième amendement, le droit pénal en Géorgie n'entrait pas dans les attributions du gouvernement fédéral, et que l'examen de l'affaire par la Cour Suprême était contraire à la Constitution.
La Cour suprême rejeta cette tentative de nullification par la Géorgie des traités fédéraux conclus avec les Cherokees. La Cour retint que « selon les principes établis de notre Constitution », l'autorité concernant les affaires indiennes est « confiée exclusivement au gouvernement de l'Union ». Elle statua que, suivant les termes du traité fédéral conclus avec les Cherokees, « les lois de Géorgie ne sauraient être applicables » en territoire cherokee. Elle a également retenu que les lois régulant le territoire cherokee étaient « frappées de nullité, car contraires à la Constitution, aux traités et aux lois des États-Unis. »
La Géorgie refusa d'accepter la décision de la Cour Suprême. Le président Andrew Jackson ne pensait pas que la Géorgie avait le droit de nullifier la loi fédérale, mais était favorable à l'objectif de la Géorgie d'obliger les Cherokees à se déplacer vers l'ouest. Il ne prit aucune mesure immédiate contre la Géorgie. Avant que la Cour Suprême n'ait pu entendre une demande d'ordonnance d'exécution forcée de son jugement, la crise de nullification survint en Caroline du Sud. Jackson voulait éviter une confrontation avec la Géorgie concernant les droits des États. Un compromis fut négocié, en vertu duquel la Géorgie devait abroger la loi incriminée dans l'affaire Worcester. Malgré la décision de la Cour qui déclarait les actes de la Géorgie inconstitutionnels, cet État continua à mettre en application d'autres lois imposées aux Cherokees. Finalement, les Cherokees furent contraints d'accepter un traité prévoyant leur déplacement, ce qui conduisit à la Piste Des Larmes.

### La crise de la nullification
La notion de nullification fut de plus en plus fréquemment associée à des questions relatives aux tensions nord-sud et à l'esclavage. Le South Carolina Exposition and Protest, de John C. Calhoun, constitue l'affirmation la plus connue de la théorie de la nullification durant cette période. Calhoun soutenait que le tarif douanier de 1828 (dit « tarif des abominations »), qui favorisait les États industriels du nord et nuisait aux États agricoles du sud, était inconstitutionnel. Il arguait que chaque État avait le droit d'apprécier l'étendue de ses propres pouvoirs et la répartition des compétences entre l’État et le gouvernement fédéral, ce qui constituait selon lui « un attribut essentiel de la souveraineté ». Il soutenait l'idée que chaque État dispose par conséquent d'un « veto » ou « droit d'interposition » concernant les actes de l’État fédéral dont l’État estime qu'ils empiètent sur ses propres droits.
Au cours du débat Webster-Hayne au Sénat en 1830, Daniel Webster répondit à cette théorie de la nullification en soutenant que la Constitution elle-même prévoit le mécanisme de règlement des litiges entre le gouvernement fédéral et les États ayant trait à la répartition des compétences. Webster argua que la clause de suprématie dispose que la Constitution et les lois fédérales adoptées en conformité avec celle-ci sont supérieures aux lois des États, et que l'article III donne compétence aux juridictions fédérales pour la résolution de toutes les questions relatives à l'interprétation de la Constitution. Il affirma également que la Constitution ne donne pas aux États un pouvoir d'interprétation de la Constitution, et qu'un tel pouvoir conduirait à autant d'interprétations divergentes de la Constitution qu'il y a d’États.
En 1832, la Caroline du Sud entreprit de nullifier le tarif douanier de 1828 et celui de 1832, ainsi que des lois fédérales ultérieures autorisant l'usage de la force pour faire respecter ces tarifs. La Caroline du Sud prétendait pouvoir interdire l'application de ces tarifs douaniers à l'intérieur de l’État, affirmant que ces lois « n'étaient pas autorisées par la constitution des États-Unis et violaient la véritable signification et intention derrière celle-ci et étaient nulles, non avenues, n'avaient pas valeur de loi ni force obligatoire pour cet État, ses agents et ses citoyens ». Le président Andrew Jackson rejeta l'idée que la Caroline du Sud avait le pouvoir de nullifier la loi fédérale, et prépara l’exécution de cette loi fédérale, par la force si nécessaire. Dans sa Proclamation au peuple de Caroline du Sud, Jackson déclara : « Je considère alors le pouvoir que s’arroge un État d'abroger une loi des États-Unis comme incompatible avec l'existence de l'Union, contredit expressément par la lettre de la Constitution, non autorisé par son esprit, contradictoire avec tous les principes sur lesquels elle fut fondée, et destructeur du grand objectif pour lequel elle fut formée. » James Madison, auteur de la Résolution de la Virginie et du Rapport de 1800, intervint aussi à ce moment-là, en déclarant que la Résolution de la Virginie ne devait pas être interprétée comme signifiant que chaque État avait le droit de nullifier la loi fédérale. La question s'éteignit à la suite de l'adoption d'un tarif douanier de compromis en 1833. Alors que la crise de la nuliffication était née d'une loi sur les droits de douane, il fut reconnu que les enjeux soulevés à cette occasion s'étendaient aussi à la question de l'esclavage.

### Tentatives de nullifications et lois sur les esclaves fugitifs
Au milieu du XIXe siècle, les États du nord tentèrent de bloquer la mise en application de deux lois pro-esclavagistes de 1793 et 1850, relatives aux esclaves fugitifs (Fugitive Slave Acts). Plusieurs États du nord adoptèrent des personal liberty laws qui avaient pour effet d'amoindrir l'efficacité de ces lois fédérales sur les esclaves fugitifs et d'empêcher les propriétaires de récupérer leurs esclaves évadés. Par exemple, une loi de Pennsylvanie promulguée en 1826 rendait illégal le fait pour une personne d'enlever une personne noire d'un État dans l'intention de le garder ou de vendre comme esclave.
La Cour suprême des États-Unis attesta la validité de la loi de 1793 dans l'affaire Prigg v. Pennsylvania, 41 U.S. 539 (1842). La Cour rejeta l'argument avancé par la Pennsylvanie selon lequel le Congrès ne disposait pas du pouvoir constitutionnel d'adopter cette loi, retenant que cette loi étaient autorisée par la clause de la Constitution relative aux esclaves fugitifs (article IV, section 2). La Cour est arrivée à la conclusion que la personal liberty law de la Pennsylvanie était inconstitutionnelle parce qu'elle entrait en conflit avec cette clause. La Cour a par conséquent rejeté la tentative de la Pennsylvanie de nullifier le Fugitive Slave Act. Toutefois, la Cour Suprême a indiqué implicitement que les États pourraient avoir la possibilité d'adopter des lois pour refuser l'assistance de leur agents dans la mise en application de la loi, laissant alors ce soin aux agents fédéraux,.
La Cour suprême eut une nouvelle fois à traiter d'un cas de nullification par un État du nord des lois sur les esclaves fugitifs dans l'affaire Ableman v. Booth, 62 U.S. 506 (1859). Les juridictions du Wisconsin avaient jugé inconstitutionnel le Fugitive Slave Act de 1850 et ordonné la libération d'un prisonnier qui était poursuivi pour violation de cette loi devant une cour fédérale de district. Le juge du Wisconsin déclara que la Cour suprême n'étaient pas investie de l'autorité nécessaire pour réexaminer sa décision. La législature d’État du Wisconsin adopta une résolution déclarant que la Cour suprême n'était pas compétente pour examiner la décision de la juridiction du Wisconsin. Reprenant les termes de la Résolution du Kentucky de 1798, la résolution du Wisconsin affirma que l'examen de cette affaire par la Cour suprême était entaché de nullité.
La Cour suprême estima que le Wisconsin n'avait pas le pouvoir de nullifier la loi fédérale or d'empêcher les agents fédéraux de faire appliquer le Fugitive Slave Act. Elle estima qu'en adoptant la clause de suprématie, le peuple des États-Unis avait rendu la loi fédérale supérieure à la loi des États et prévu que dans l'hypothèse d'un conflit, la loi fédérale primerait. De plus, la cour jugea que le peuple avait délégué le pouvoir judiciaire – y compris l'autorité de dernière instance – aux cours fédérales concernant les affaires relevant de la Constitution ou de la loi fédérale. Par conséquent, le peuple avait donné aux cours fédérales l'autorité finale pour déterminer la constitutionnalité des lois fédérales et pour déterminer la frontière entre les pouvoirs fédéraux et ceux des États. En conséquence, la Cour a conclu que la Wisconsin n'avait pas le pouvoir de nullifier une loi fédérale qui avait été validée par les tribunaux fédéraux ni d'interférer avec la mise en exécution de cette loi par les autorités fédérales.
L'arrêt Ableman v. Booth constitua l'examen le plus approfondi jusque-là de la théorie de la nullification par la Cour suprême. Comme les décisions qui l'avaient précédé, l'arrêt Ableman retint que la loi fédérale était supérieure à la loi de l’État et qu'en vertu de la Constitution, le pouvoir final de détermination de la constitutionnalité des lois fédérales appartient aux juridictions fédérales et non aux États. La Cour estima que la Constitution donnait à la Cour suprême l'autorité finale pour déterminer l'étendue et les limites du pouvoir fédéral.
L'ordonnance de sécession de la Caroline du Sud de décembre 1860 énonça que les tentatives de nullification des États du nord étaient une des causes de la sécession de la Caroline du Sud d'avec l'union : « une hostilité croissante de la part des États non-esclavagistes à l'égard de l'institution de l'esclavage les a incités à méconnaître leurs obligations, et les lois du Gouvernement Général ont cessé de mener à bien les objectifs de la Constitution. Les États du Maine, du New Hampshire, du Vermont, du Massachusetts, du Connecticut, de Rhode Island, de New York, de Pennsylvanie, de l'Illinois, de l'Indiana, du Michigan, du Wisconsin et de l'Iowa ont adopté des lois ayant pour effet soit de nullifier les Actes du Congrès soit de rendre inutile toute tentative de les appliquer. Dans nombre de ces États, le fugitif est libéré du service ou du travail exigé, et dans aucun de ces États le gouvernement ne s'est conformé à la disposition présente dans la Constitution… Ainsi le pacte constitué a délibérément été rompu et ignoré par les États non-esclavagistes, et, en conséquence, il s'ensuit que la Caroline du Sud est libérée de ses obligations. »
La guerre de Sécession mit fin à la plupart des tentatives de nullification. Elle reposait en effet sur des principes relatifs aux droits des États qui n'étaient plus considérés comme viables après la guerre,,.

## Tentatives de nullification contre la déségrégation des écoles dans les années 1950
La nullification et l'interposition refirent surface dans les années 1950 lorsque des États du Sud tentèrent de maintenir la ségrégation raciale dans leurs écoles. Dans la décision Brown v. Board of Education, 347 U.S. 483 (1954), la Cour suprême décida que la ségrégation dans les écoles était inconstitutionnelle. Au moins dix États du sud, essayant de maintenir la ségrégation de leurs écoles et refusant d'obéir à la décision Brown, mirent en place des mesures de nullification ou d'interposition. Les tenants de ces mesures arguaient que la décision Brown constituait une atteinte inconstitutionnelle aux droits des États, et que les États avaient le pouvoir d'empêcher cette décision d'être appliquée à l'intérieur de leurs frontières.
La Cour suprême rejeta explicitement la nullification dans l'affaire Cooper v. Aaron 358 U.S. 1 (1958). L’État de l'Arkansas avait édicté plusieurs lois pour tenter d'empêcher la déségrégation de ses écoles. La Cour suprême, dans son seul arrêt à avoir été signé par les neuf juges, statua que les gouvernements des États fédérés n'avaient pas le pouvoir de nullifier la décision Brown. Elle énonça que la décision Brown et son exécution « ne peuvent ni être ouvertement et directement nullifiées par les législateurs de l’État ou ses organes exécutifs ou ses autorités judiciaires ni nullifiées de manière indirecte via des procédés détournés, qu'ils soient entrepris ingénieusement ou ingénument. » Ainsi, la décision Cooper v. Aaron a affirmé directement que les États ne peuvent nullifier la loi fédérale.
La Cour suprême rejeta l'interposition dans un contexte similaire. Elle confirma une décision d'une cour de district fédérale qui avait rejeté la tentative de la Louisiane d'utiliser l'interposition pour protéger ses écoles ségréguées. La cour de district avait statué que l'usage de l'interposition par les États était incompatible avec la Constitution, qui attribue la compétence pour trancher les questions d'ordre constitutionnel à la Cour suprême, et non aux États. La Cour énonça : « la conclusion se dégage clairement : l'interposition n'est pas une doctrine constitutionnelle. Si elle prise au sérieux, il s'agit d'un acte illégal de défi face à l'autorité de la Constitution. Sinon "cela ne constituerait rien de plus qu'une protestation, une soupape par laquelle les législateurs évacuent de la vapeur pour apaiser leurs tensions." […] Aussi solennelles ou vigoureuses soient-elles, les résolutions d'interposition n'ont aucune valeur juridique. » La Cour suprême confirma cette décision, affirmant ainsi que l'interposition ne peut être utilisée pour invalider la loi fédérale.

## Différence entre nullification et interpositon
En théorie, la nullification de distingue de « l'interposition ». La nullification est généralement considérée comme étant une loi d'un État par laquelle celui-ci constate qu'une loi fédérale est inconstitutionnelle et la proclame nulle et non-applicable sur son territoire. Une loi de nullification rend généralement illégale l'application de la loi fédérale en question.
L'interposition implique aussi l'existence d'une déclaration selon laquelle une loi fédérale est inconstitutionnelle. Un État peut toutefois prendre diverses mesures pour « s'interposer » après avoir établi qu'une loi est inconstitutionnelle. Dans les résolutions de Virginie de 1798, Madison ne décrivait ni la forme ni l'effet de l'interposition. Mais deux ans plus tard, dans le Rapport de 1800, Madison décrivait diverses mesures que les États pourraient adopter pour s'interposer : communiquer avec les autres États à propos de l'inconstitutionnalité de la loi fédérale, essayer de s'assurer le soutien d'autres États, émettre une pétition devant le Congrès pour qu'il abroge la loi, proposer des amendements à la Constitution au Congrès, ou encore convoquer une convention constitutionnelle. L'interposition est considérée comme moins extrême que la nullification car elle n'implique pas une action unilatérale de la part d'un État pour empêcher l'application de la loi fédérale.
En pratique, les notions d'interposition et de nullification ont souvent été confondues, et parfois utilisées indifféremment. John C. Calhoun indiqua en ces termes que les deux mots étaient synonymes : « Ce droit d'interposition, ainsi affirmé solennellement par l’État de Virginie – qu'on le désigne par le terme State-right, veto, nullification, ou par quelque autre nom que ce soit – est, selon ma conception, le principe fondamental de notre système. » Durant la querelle des années 1950 relative à la déségrégation des écoles dans les États du sud, plusieurs de ces États ont adopté des Acts of Interposition, qui auraient en fait eu l'effet d'une nullification.

## La nullification comparée à d'autres actions pouvant être entreprises par les États.
Les États ont parfois pris diverses mesures ne relevant pas de la nullification pour faire obstacle à l'application de la loi fédérale. Alors la nullification consiste à tenter de déclarer la loi fédérale inconstitutionnelle et à interdire son application dans l’État, d'autres actions prises par les États ne constituent pas des proclamations d'invalidité de la loi, mais à la place font usage d'autres moyens dans le but d'empêcher ou freiner l'application de ladite loi.

### Les procédures juridictionnelles de contestation de la constitutionnalité de la loi fédérale
La nullification doit être distinguée de la situation dans laquelle un État intente une action judiciaire contestant la constitutionnalité d'une loi fédérale. Un État a la possibilité d'engager une action en justice afin d'obtenir que la loi soit déclarée inconstitutionnelle. Une telle action fait alors l'objet d'une décision par les juridictions, et la Cour suprême est compétente en dernière instance. Il s'agit de la méthode communément admise pour contester la constitutionnalité d'une loi fédérale.
Il ne s'agit pas d'un cas de nullification, même dans l'hypothèse où la juridiction donne raison à l’État et déclare la loi fédérale inconstitutionnelle. La théorie de la nullification est que les États peuvent décider de la constitutionnalité des lois fédérales, et que leur appréciation ne peut être examinée ou remise en cause par les tribunaux. Par conséquent, la nullification implique qu'un État déclare qu'une loi fédérale est inconstitutionnelle et ne trouve pas à s'appliquer l'intérieur de l’État. D'après cette théorie, une telle déclaration est définitive et fait autorité, et ne peut être rejetée par les juges. En revanche, lorsqu'un État engage une action en contestation de constitutionnalité devant la justice, la constitutionnalité de la loi est évaluée par la juridiction saisie, et, en dernière instance, par la Cour suprême, et non par les juridictions des États ou leurs assemblées législatives. Étant donné qu'une telle procédure reconnaît l'autorité de la Cour suprême pour rendre la décision ultime concernant la constitutionnalité de la loi, elle ne constitue pas une utilisation de la nullification.

### Refus par un État d'apporter son concours à l’application de la loi fédérale
Comme noté plus haut, la Cour suprême a indiqué dans l'arrêt Prigg v. Pennsylvania, 41 U.S. 539 (1842) que les États ne peuvent être contraints de faire usage de leurs ressources pour faire appliquer la loi fédérale. La Cour suprême a réaffirmé ce principe dans des affaires comme Printz v. United States, 521 U.S. 898 (1997) et New York v. United States, 505 U.S. 144 (1992), dans lesquelles elle a considéré que le gouvernement fédéral ne peut pas mettre en place un programme de régulation qui « réquisitionne » les mécanismes législatifs et administratifs de l’État fédéré pour faire appliquer la loi.
Les États peuvent par conséquent refuser d'utiliser leurs ressources législatives ou administratives pour appliquer la loi fédérale. Les États qui refusent d'apporter leur concours à l'application de la loi, sans pour autant la déclarer inconstitutionnelle ou interdire son application, ne déclarent pas invalide la loi fédérale en cause et leur attitude ne relève pas de la nullification. Comme indiqué dans l'arrêt Prigg, la loi fédérale est toujours valide et les autorités fédérales peuvent toujours la faire respecter au sein de ces États. Les États qui sont dans cette situation ne cherchent pas à invalider juridiquement la loi fédérale mais simplement à rendre son application plus difficile en refusant de mettre leurs ressources à disposition.

### Légalisation par un État d'actes prohibées par la loi fédérale
Certains États ont légalisé des comportements qui sont prohibés par la loi fédérale. Par exemple, le Colorado et l’État de Washington ont rendu légal dans leur propre droit l'usage récréatif de la marijuana en 2012. Cela est à distinguer de la nullification. Le fait qu'un comportement soit légal en vertu de la loi d'un État fédéré n'affecte pas sa légalité en vertu de la loi fédérale. Un État qui légalise une action dans son propre droit, mais ne déclare pas que la loi fédérale qui la prohibe est invalide, ne procède pas à une nullification. La loi fédérale est toujours valide et peut être appliquée par le gouvernement fédéral. Par conséquent, les États qui ont légalisé la marijuana n'ont pas essayé de déclarer que les lois fédérales relatives à la marijuana sont invalides ou non-applicables. Il ne s'agit pas d'une utilisation de la nullification car les États ne remettent pas en cause la constitutionnalité de la loi fédérale, et ne cherchent pas à empêcher l'application de cette loi fédérale au sein de l’État. La légalisation de la marijuana n'est donc pas un acte de nullification.
Cependant, pour des raisons pratiques, le gouvernement fédéral ne dispose par des ressources nécessaires pour faire appliquer les lois sur la marijuana à grande échelle, et la légalisation de la marijuana dans le droit de l’État fédéré réduit donc la capacité du gouvernement fédéral de faire appliquer ces lois. À cela s'ajoute la déclaration du procureur général adjoint des États-Unis annonçant que le gouvernement fédéral n'interviendrait que dans certains cas, ce qui rend la marijuana de facto et de jure légale au niveau fédéré, et de facto légale mais de jure illégale au niveau fédéral.